# Nationaal Museum van Indonesië
Het Nationaal Museum van Indonesië (Indonesisch: Museum Nasional Indonesia) is een archeologisch, historisch, volkenkundig en geografisch museum in Jakarta dat stamt uit 1778. In de volksmond staat het museum ook wel bekend als Gedung Gajah (olifantengebouw), vernoemd naar het standbeeld van een olifant voor het gebouw, ooit geschonken door de Thaise koning Rama V. De collectie omvat de geschiedenis van alle gebiedsdelen van Indonesië.
Het museum is in de koloniale tijd opgericht door het Koninklijk Bataviaasch Genootschap van Kunsten en Wetenschappen. In 1862 werd besloten een speciaal gebouw voor het museum neer te zetten (het huidige gebouw): dit werd geopend in 1868. Het museum omvat enkele later aan Indonesie teruggegeven objecten, zoals de Prajnaparamita (een Hindoe-Javaans beeld) en de Lombok-schat.
Op 16 september 2023 was er brand in het museum.

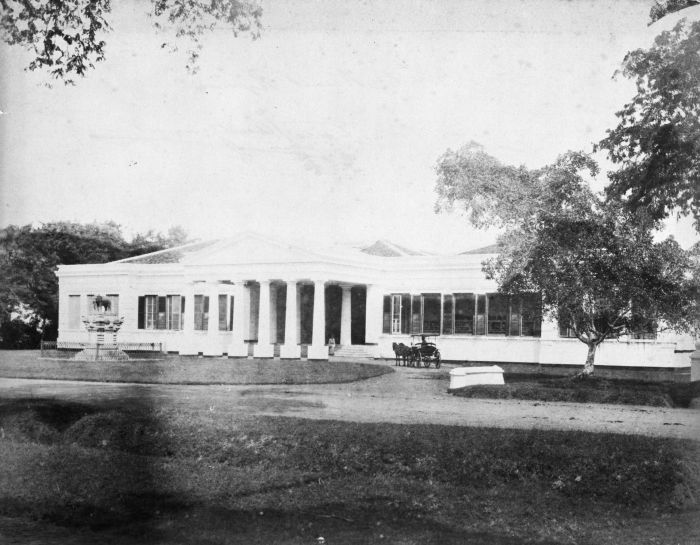
Het museum van het Koninklijk Bataviaasch Genootschap van Kunsten en Wetenschappen
(eind 19e eeuw), Wereldmuseum Amsterdam

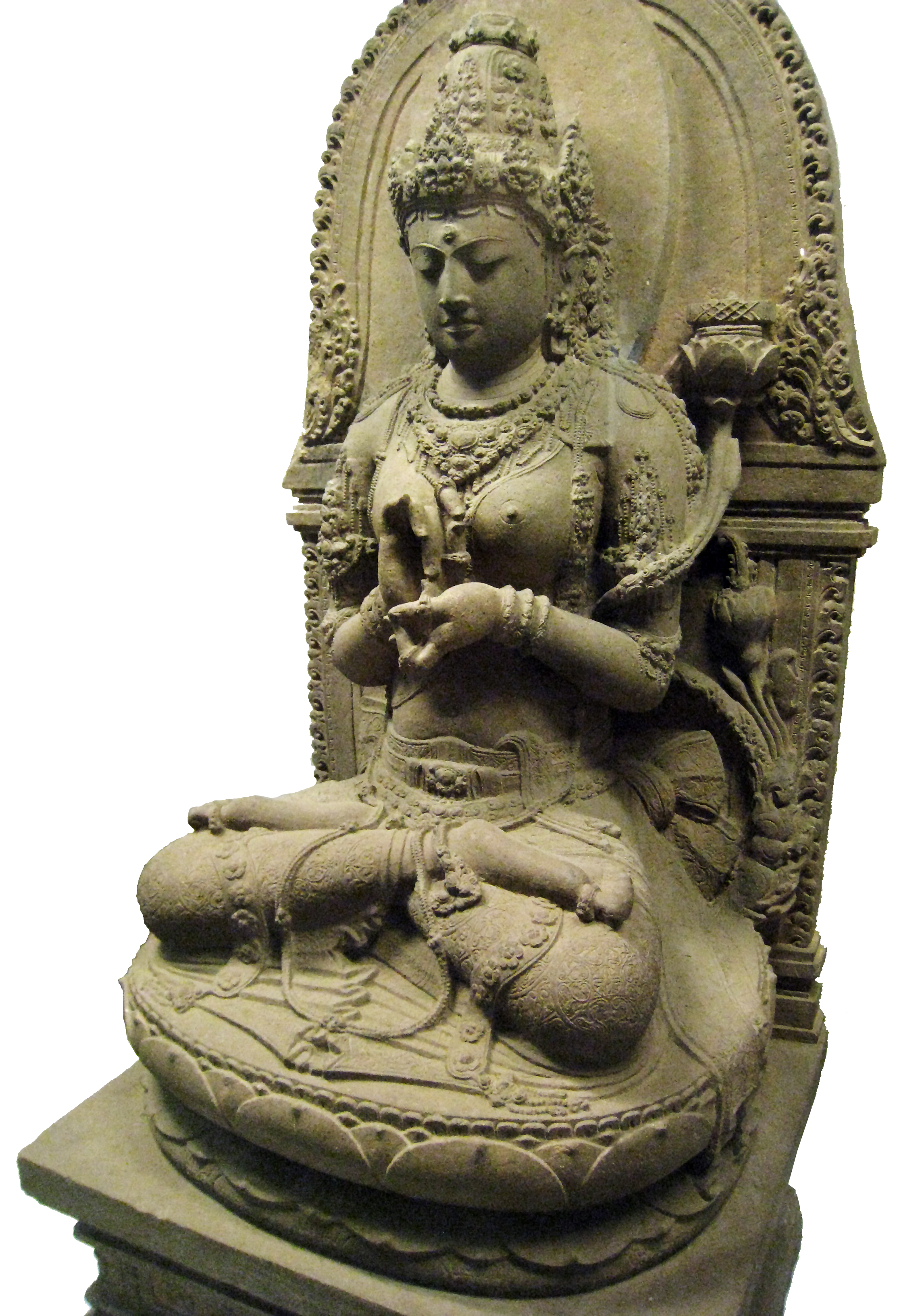
Prajnaparamita, stenen beeld uit de 13e eeuw, een topstuk uit de collectie